# Vladykino (stanice Moskevského centrálního okruhu)
Vladykino (rusky Владыкино) je stanice na Moskevském centrálním okruhu. Na této stanici je možné přestoupit na stejnojmennou stanici na Serpuchovsko-Timirjazevské lince metra.

## Charakter stanice
Stanice Vladykino se nachází na hranici čtvrtí Otradnoje (Отрадное) a Marfino ( Марфино) mezi Staniční ulicí (Станционная улица) a Signalným projezdem (Сигнальный проезд) na východ od jejich křížení s Altufjevským šosse (Алтуфьевское шоссе).
Stanice disponuje dvěma ostrovními nástupišti, na jižním zastavují vlaky jedoucí ve směru hodinových ručiček, na severním nástupišti zastavují vlaky, které jedou opačným směrem. Vestibul, který je laděn do bílé barvy, se nachází nad oběma nástupišti a je propojen nadzemními průchody jak se Staniční ulicí na jedné straně tak i s Signalným projezdem na straně druhé. 
Na stanici Vladykino Serpuchovsko-Timirjazevské linky metra lze ze stanice Moskevského centrálního okruhu dojít krytým průchodem i přes ulici, bezturniketový přestup zde není umožněn. V blízkosti stanice se plánuje výstavba dopravně-přestupního uzlu. 